# Захаров Зиновій Данилович
Зиновій Данилович Захаров (1840 — 19??) — Депутат Державної думи Російської імперії III скликання, засновник і лідер релігійного руху «новомолокан» (євангельських християн-захарівців), меценат.

## Біографія
Зіновій народився в сім'ї селян-молокан у селі Астраханка Таврійської губернії. Село було засноване в першій чверті ХІХ століття молоканами — переселенцями з Астраханської губернії (звідси і назва села). Здобув домашню освіту.
Був одружений. Займався скотарством (зокрема, вівчарством, конярством, птахівництвом) та землеробством. Мав 1,8 тис. десятин землі, а його отара овець 1898 року налічувала 15 тис. голів. На сільськогосподарських виставках різного рівня господарство Захарова отримувало нагороди (зокрема за селекційну роботу).
До обрання до Державної Думи Зиновій Захаров близько тридцяти років був гласним повітового Мелітопольського і губернського Таврійського земств, членом ради з народної освіти при Мелітопольській земській управі, членом землевпорядної комісії з вибору земства, піклувальником земського училища.
У Державній думі Захаров входив до фракції «октябристів» (від праволіберальної партії «Союзу 17 жовтня»), брав участь у комісіях з питань віросповідання, земельної, про зміну законодавства про селян, у справах переселення.

## Релігійна діяльність

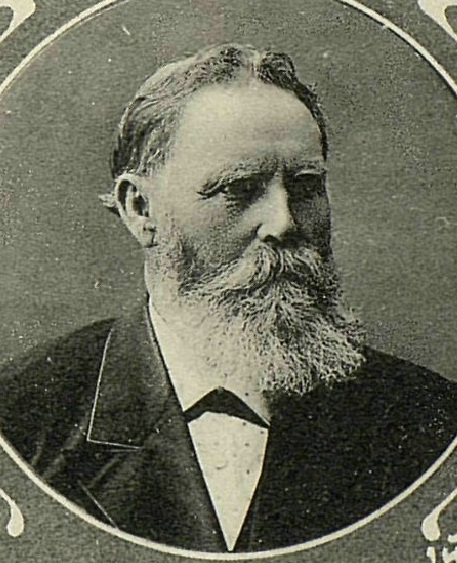
Зіновій Данилович Захаров, 1910

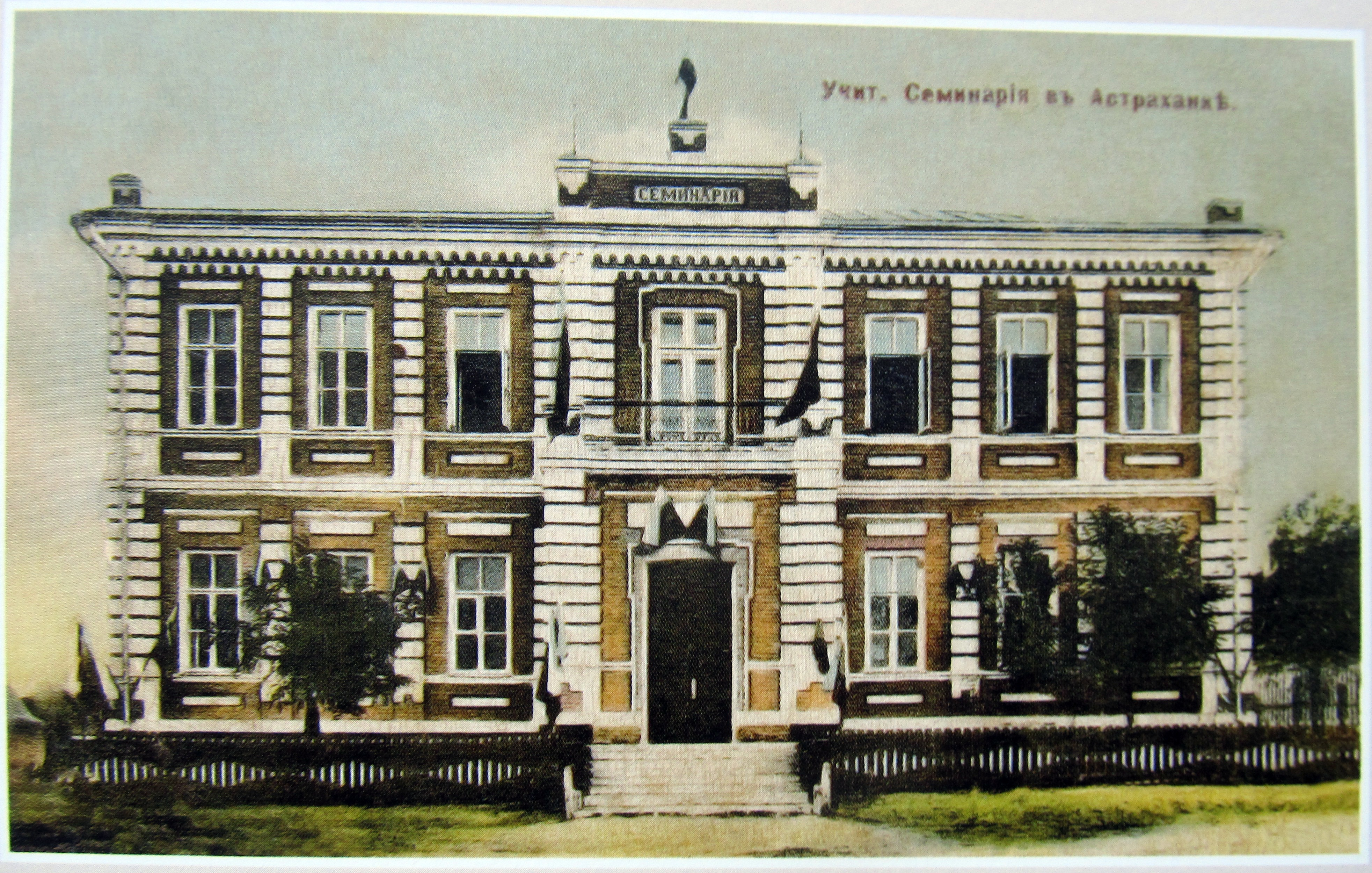
Семінарія в Астраханці

У різний час до Астраханки відвідали близькі до баптизму проповідники, зокрема Яків Деляков (у 1865—1866 роках) та лідер руху пашківців відставний полковник Василь Пашков (1882 року). Очевидно, спілкування із нею вплинуло на погляди Захарова. Він став проповідувати необхідність прийняття водного хрещення, що зазвичай відкидається молоканами, і з 1867 року він став першим керівником новомолоканської громади — євангельських християн-«захаровців», що виникла, і яка називається так на його ім'я.
Під опікою Захарова було побудовано кілька молитовних будинків, де могли збиратися молокани донського толку, до яких раніше належав Захаров. Рух «новомолокан», що сформувався навколо Захарова, був близьким до євангелічно-баптистського, але не зливався з ними. Захаров і його послідовники іменували себе «християнами євангелічного сповідання».
Проте Захаров підтримував тісне спілкування і з євангельськими християнами, і з баптистами, і з менонітами, був присутній на їхніх з'їздах і конференціях (зокрема, і на з'їзді, який проходив 1884 року в сусідньому з Астраханкою селі Нововасилівці, що заснував Союз російських баптистів). Разом із німецьким реформатським пастором Вальтером Жаком Захаров відкрив в Астраханці Учительську семінарію. За спогадами баптиста Івана Непраша, який викладав у ній, завданням семінарії була підготовка «віруючих учителів для істинно християнського виховання шкільної молоді».
Захаров був прихильником зближення християнських конфесій. У 1909 році його обрали до Ради Російського євангельського союзу (екуменічної християнської організації). У 1912 році за його участю було засновано «Громаду євангельських християн села Астраханки».

## Оцінки руху
У баптистській історіографії (зокрема, книзі «Історія ЄХБ в СРСР») рух захаровців розцінюється як «підготовчий ступінь» у переході молокан у баптизм. Зазначається, що рух не мав серйозних догматичних відмінностей із баптизмом, за винятком практики хрещення дітей (неприйнятної для баптистів, але була поширена серед захарівців). Ще однією відмінністю (не в догматиці, але в літургійній практиці) була традиція омивання ніг, запозичена захарівцями у «братських менонітів».
Православний місіонер і релігієзнавець єпископ Олексій (Дородніцин) писав: «Переконані під час бесід молокани у величезній кількості перейшли в баптизм, перенісши з нього у своє віровчення деякі догматичні положення. Такими були захарівці, яких замість молокан другого донського спрямування правильніше було б назвати молоканами баптистичного спрямування».